# .dm
.dm est le domaine de premier niveau national (country code top level domain : ccTLD) réservé à la Dominique.